# جون ماك إيوان
جون ماك إيوان (بالإنجليزية: John McEwan)‏ هو لاعب كرة قدم أمريكية أمريكي، ولد في 18 فبراير 1893 في ألكساندريا في الولايات المتحدة، وتوفي في 9 أغسطس 1970 في نيويورك في الولايات المتحدة.